# Azatrephes orientalis
Azatrephes orientalis är en fjärilsart som beskrevs av Rothschild 1922. Azatrephes orientalis ingår i släktet Azatrephes och familjen björnspinnare. Inga underarter finns listade i Catalogue of Life.